# Bighapur
Bighapur è una suddivisione dell'India, classificata come nagar panchayat, di 6.287 abitanti, situata nel distretto di Unnao, nello stato federato dell'Uttar Pradesh. In base al numero di abitanti la città rientra nella classe V (da 5.000 a 9.999 persone).

## Geografia fisica
La città è situata a 26° 21' 18 N e 80° 39' 10 E.

## Società

### Evoluzione demografica
Al censimento del 2001 la popolazione di Bighapur assommava a 6.287 persone, delle quali 3.238 maschi e 3.049 femmine. I bambini di età inferiore o uguale ai sei anni assommavano a 843, dei quali 455 maschi e 388 femmine. Infine, coloro che erano in grado di saper almeno leggere e scrivere erano 4.284, dei quali 2.434 maschi e 1.850 femmine.